# آرنولد ورنر-ینسن
آرنولد ورنر-ینسن (آلمانی: Arnold Werner-Jensen؛ ‏ زاده ۸ ژوئن ۱۹۴۱) موسیقی‌دان، موسیقی‌شناس، معلم موسیقی، استاد دانشگاه و نویسندۀ آلمانی-اتریشی کتاب‌های موسیقی است.
او ابتدا در «دانشگاه موسیقی و هنرهای نمایشی فرانکفورت» موسیقی و رهبری ارکستر خواند. سپس به دانشگاه گوته در همان شهر رفت و زیر نظر لودویگ فینشر موسیقی‌شناسی خواند و مدرک پی‌اچ‌دی خود را دریافت داشت. او از سال ۱۹۶۳ مربی موسیقی دبیرستان بود و در روزنامه‌های محلی نقد موسیقی می‌نوشت. از سال ۱۹۷۵ او استاد رشته موسیقی در «دانشگاه آموزش و پرورش هایدلبرگ» شد. او نوازندهٔ پیانو و هارپسیکورد نیز هست و به عنوان تک‌نواز، اجراهایی نیز داشته‌است؛ از جمله اجرای آثار هارپسیکورد یوهان سباستیان باخ.
آثار نوشتاری او شامل نگارش کتاب‌هایی دربارهٔ آموزش موسیقی، راهنمای کنسرت‌ها، کتاب‌های موسیقی غیرداستانی برای جوانان است و ویراستاری دو جلد کتاب موسیقی ارکسترال است.